# Flacourtiaceae
Flacourtiaceae fue una familia de plantas con flores, incluida en varios sistemas de clasificación, entre ellos el de Cronquist, hoy obsoleto. A menudo se le ha achacado a Arthur Cronquist el hábito de incluir en esta familia a todos los miembros que no poseían una clara característica para ser incluidas en otras familias. Dentro del sistema de Cronquist, las Flacourtiaceae formarían el papel de relleno del orden de las Violales. Las especies tropicales, subtropicales y templadas tienen pocos hilos en común para incluirlas dentro de una misma familia.
En la clasificación de Cronquist, se incluyeron 89 géneros y más de 800 especies vivas. De éstas, muchas, incluidas dentro del género Flacourtia, actualmente transferidas a la familia Salicaceae en la clasificación genética establecida por la clasificación filogenética APG.
A continuación se muestran los géneros incluidos en esta familia (entre paréntesis la familia actual a la que pertenecen).
| - Abatia - (Salicaceae) - Aberia - (Salicaceae) - Aphaerema - (Salicaceae) - Azara - (Salicaceae) - Banara - (Salicaceae) - Bartholomaea - (Salicaceae) - Barteria - (Passifloraceae) - Bembicia - (Salicaceae) - Bennettiodendron - (Salicaceae) - Berberidopsis - (Berberidopsidaceae) - Buchnerodendron - (Achariaceae) - Byrsanthus - (Salicaceae) - Calantica - (Salicaceae) - Caloncoba - (Achariaceae) - Camptostylus - (Achariaceae) - Carpotroche - (Achariacae) - Carrierea - (Salicaceae) - Casearia - (Salicaceae) - Chiangiodendron - (Achariaceae) - Dioncophyllum - (Dioncophyllaceae) - Dissomera - (Salicaceae) - Dovyalis - (Salicaceae) - Erythrospermum - (Achariaceae) - Euceraea - (Salicaceae) - Flacourtia - (Salicaceae) - Gerrardina - (Salicaceae) - Gynocardia - (Achariaceae) - Hasseltia - (Salicaceae) - Hasseltiopsis - (Salicaceae) - Hecatostemon - (Salicaceae) - Hemiscolopia - (Salicaceae) - Homalium - (Salicaceae) - Hydnocarpus - (Achariaceae) - Idesia - (Salicaceae) - Itoa - (Salicaceae) - Kiggelaria - (Achariaceae) | - Laetia - (Salicaceae) - Lasiochlamys - (Salicaceae) - Lindackeria - (Achariaceae) - Ludia - (Salicaceae) - Lunania - (Salicaceae) - Macrohasseltia - (Salicaceae) - Mocquerysia - (Salicaceae) - Neopringlea - (Salicaceae) - Neoptychocarpus - (Salicaceae) - Olmediella - (Salicaceae) - Oncoba - (Salicaceae) - Ophiobotrys - (Salicaceae) - Osmelia - (Salicaceae) - Pangium - (Achariaceae) - Phyllobotryon - (Salicaceae) - Phylloclinium - (Salicaceae) - Pineda - (Salicaceae) - Pleuranthodendron - (Salicaceae) - Poliothyrsis - (Salicaceae) - Priamosia - (Salicaceae) - Prockia - (Salicaceae) - Pseudoscolopia - (Salicaceae) - Pseudosmelia - (Salicaceae) - Ryania - (Salicaceae) - Ryparosa - (Achariaceae) - Samyda - (Salicaceae) - Scolopia - (Salicaceae) - Tetrathylacium - (Salicaceae) - Tisonia - (Salicaceae) - Trichadenia - (Achariaceae) - Trimeria - (Salicaceae) - Xylosma - (Salicaceae) - Xylotheca - (Achariaceae) - Zuelania - (Salicaceae) |

- Datos: Q778168
- Multimedia: Flacourtiaceae / Q778168